# Khawzawl
Khawzawl è una suddivisione dell'India, classificata come census town, di 9.286 abitanti, nel distretto di Champhai, nello stato federato del Mizoram. In base al numero di abitanti la città rientra nella classe IV (da 10.000 a 19.999 persone).

## Geografia fisica
La città è situata a 23° 31' 31 N e 93° 09' 40 E.

## Società

### Evoluzione demografica
Al censimento del 2001 la popolazione di Khawzawl assommava a 9.286 persone, delle quali 4.692 maschi e 4.594 femmine. I bambini di età inferiore o uguale ai sei anni assommavano a 1.529, dei quali 766 maschi e 763 femmine. Infine, coloro che erano in grado di saper almeno leggere e scrivere erano 7.246, dei quali 3.738 maschi e 3.508 femmine..